# 戈弗雷多·馬梅利
戈弗雷多·马梅利·迪·曼内利（義大利語：Goffredo Mameli dei Mannelli，1827年9月5日—1849年7月6日），意大利诗人，是意大利国歌《意大利人之歌》的填词者。

## 著作
- 《意大利人之歌》[4]
- 《罗马!共和国!来吧!》